# Opuntia repens
Opuntia repens är en kaktusväxtart som beskrevs av Domingo Bello y Espinosa. Opuntia repens ingår i släktet fikonkaktusar, och familjen kaktusväxter. Inga underarter finns listade i Catalogue of Life.